# مشرف الوائلي
مشرف الوائلي
هو الشيخ مشرف بن نصار الوائلي العاملي من آل علي الصغير
كان من رجال السياسة في جبل عامل وإليه تنسب قرية (مزرعة مشرف). عاش في العام 1700 ميلادي. 

## توضيح
هناك أكثر من شخص من آل علي الصغير يحملون نفس الاسم:
1. مشرف الوائلي الأول: ظهر هذا الاسم للمرة الأولى في نسب علي الصغير ووالده (أحمد بن مشرف الوائلي)، ومشرف الوائلي الأول هذا هو جدّ علي الصغير.
2. مشرف الوائلي الثاني: ظهر هذا الاسم ثانية في نسب أحمد بن  نصار بن مشرف بن محمد بن حسين بن علي الصغير. ومشرف الثاني هو من أحفاد علي الصغير وجدّ أحمد بن نصار (المتوفي عام 1090 هجري) وبينه وبين علي الصغير ثلاثة بطون، وعليه يكون قد عاش قبل الألف الهجري.
3. مشرف الوائلي الثالث: وهو صاحب الترجمة هذه، وصاحب مزرعة مشرف التي تنسب إليه كان له دور سياسي.  يرجّح أن يكون معاصرا لنصّار الأول أو نصار الثاني وكان متقدما عليهم في السن وتوفي قبلهم.

## سيرته
كان مشرف الوائلي على ما يبدو حاكما لبلاد بشارة، وقد تحصّن بمزرعة مشرف الحصينة.
تُنسب إليه  مزرعة مشرف الواقعة فوق وادي عاشور بساحل صور وداره فيها باقية للآن وبنى فيها مسجدا كبيرا، وينقل السيد محسن الأمين في كتابه أعيان الشيعة، عن بعض آل سليمان وهم بيت علم قديم أن أحد أجداده من العلماء كان في المزرعة أيام الشيخ مشرف فلمّا بنى المسجد المذكور لم يصلِّ فيه ذلك العالم لأن بانيه ظالم وبنى مسجدا آخر بيده يساعده بعض فقراء القرية وهو المسجد المطل على وادي عاشور.
وقد انهى بناءها (أي بناء المزرعة) في العام 1108هجرية كما يصرّح بذلك الشيخ محمد تقي الفقيه في كتابه جبل عامل في التاريخ. واتخذها عاصمة لحكمه وقد أقام فيها صرحا ونقش عليه:
```
قسما بما أحاطت أباطح مكة   ومنى وآيات الكتاب المنزل
 

لم أبنها طمع الخلود وإنما    هي زينة الدنيا لأهل المنزل

مشرف بن نصار دامت سيادته عام 1108 هجرية
```

وكان مشرف الوائلي مسرفا، أخذه الكبر والتهاون في أمور الرعية فلم يكترث للناس. فقد غزا الأمير يونس الشهابي بلاد بشارة في العام 1104 هجرية فلم يحرك مشرف ساكنا.
ومن الأبيات المتقدمة يمكن أن نستشفّ مدى سطحية تفكيره وبعده عن أهل العلم والفكر من أهل زمانه. فأخذ يعتدي على جنود الدولة العثمانية ويعترض بعض القوافل التجارية ويمتنع عن دفع الميري للوالي.

## صراعه مع الدولة
في زمن قبلان باشا والي صيدا وأخيه أرسلان باشا والي طرابلس، أعلن الشيخ مشرف الوائلي العصيان على الدولة العثمانية، فأرسل قبلان باشا جنوده لمواجهة الشيخ مشرف فتواجه معهم في منطقة القاسمية (وقعة جسر القاسمية) وقتل منهم أناسا وذلك في عام 1109 هجرية. فاستنجد قبلان باشا بالأمير بشير الشهابي الأول وهو غير الأمير بشير الثاني الشهير فجمع الأخير 8000 من الجنود وحاصروا مزرعة مشرف التي تحصّن فيها الشيخ مشرف، فقبض بشير عليه وعلى أخيه محمد وعلى حسين المرجي وسلّمهم إلى الباشا في صيدا.
فامر الباشا بشنق حسين المرجي ووضع الشيخ مشرف وأخاه في السجن.
واستولى قبلان باشا على المزرعة وأجّرها للأمير بشير الذي عيّن من قبله متسلما (حاكما) وهو الشيخ محمود أبو هرموش.
وعندما أحكم الأمير بشير سيطرته على بلاد بشارة أعاد ترميم العيون وهذا إنّما يدل على تهاون مشرف الوائلي في أمور الناس وإهماله لترميم العيون المائية والاعتناء بها.

## إخوته
يرجّح الشيخ محمد تقي الفقيه أن يكون محمد بزيع المذكور في بعض الكتب التي تناولت تاريخ جبل عامل، هو نفسه محمد أخو مشرف الوائلي الذي سجن معه، ولا يستبعد أن يكون محمد هذا قد نجا من السجن وفر إلى إسطنبول وعاش مدة هناك حتى ألقي القبض عليه فيما بعد وتم قتله.
كما يذكر البعض الأخر أن لمشرف الوائلي هذا أخ آخر يدعى حمزة الوائلي، وهو غير حمزة المحمد الذي قتله أحمد باشا الجزار بعد واقعة الشحور.

## وفاته
ظلّ الشيخ مشرف الوائلي سجينا في صيدا حتى توفي في شهر صفر من عام 1112 هجرية. 
ويختلف الشيخ الفقيه مع السيد الأمين على تحديد سنة وفاته فيقول أنها في العام 1114 هجرية
أما اعتقاله فيقول الفقيه أنه كان في العام 1110 هجرية 